# Hexatoma (Eriocera) albovittata
Hexatoma (Eriocera) albovittata is een tweevleugelige uit de familie steltmuggen (Limoniidae). De soort komt voor in het Oriëntaals gebied.